# Cesare Cutolo
Cesare Cutolo (Melbourne, 1º gennaio 1826 – 20 febbraio 1867) è stato un compositore australiano di origine italiana.
Dopo gli studi fu attivo come compositore di musica romantica dal 1856 al 1867. Morì in un incidente in barca nel viaggio da Sydney a Melbourne .
La sua opera più importante è The Victorian Christmas waltz.

## Opere
- The Victorian Christmas waltz, canzone dei volontari con testi di H.E. Smith
- Remembrances of the Pyramids notturno
- Come where my love lies dreaming
- Hail fair Australia testi di Ellie
- March and Chorus
- Oh, Gently breathe con testi di J R Thomas